# Las Rozas (Cantabria)
Las Rozas es una localidad española, capital del municipio de Las Rozas de Valdearroyo, perteneciente a la comunidad autónoma de Cantabria.

## Geografía

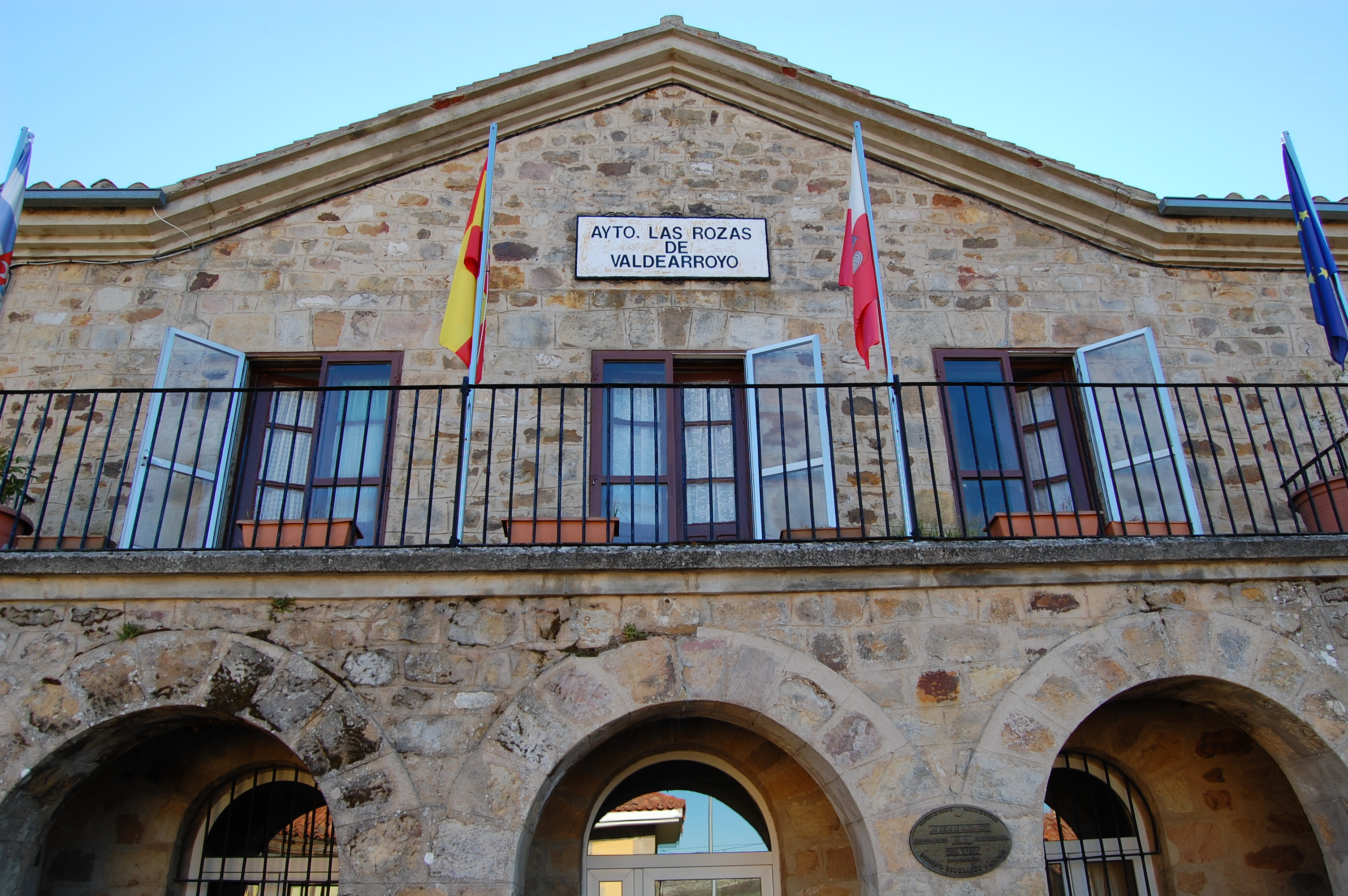
Ayuntamiento de Las Rozas de Valdearroyo.

La localidad se encuentra a 834 m s. n. m. y a 84 kilómetros de la capital cántabra, Santander.

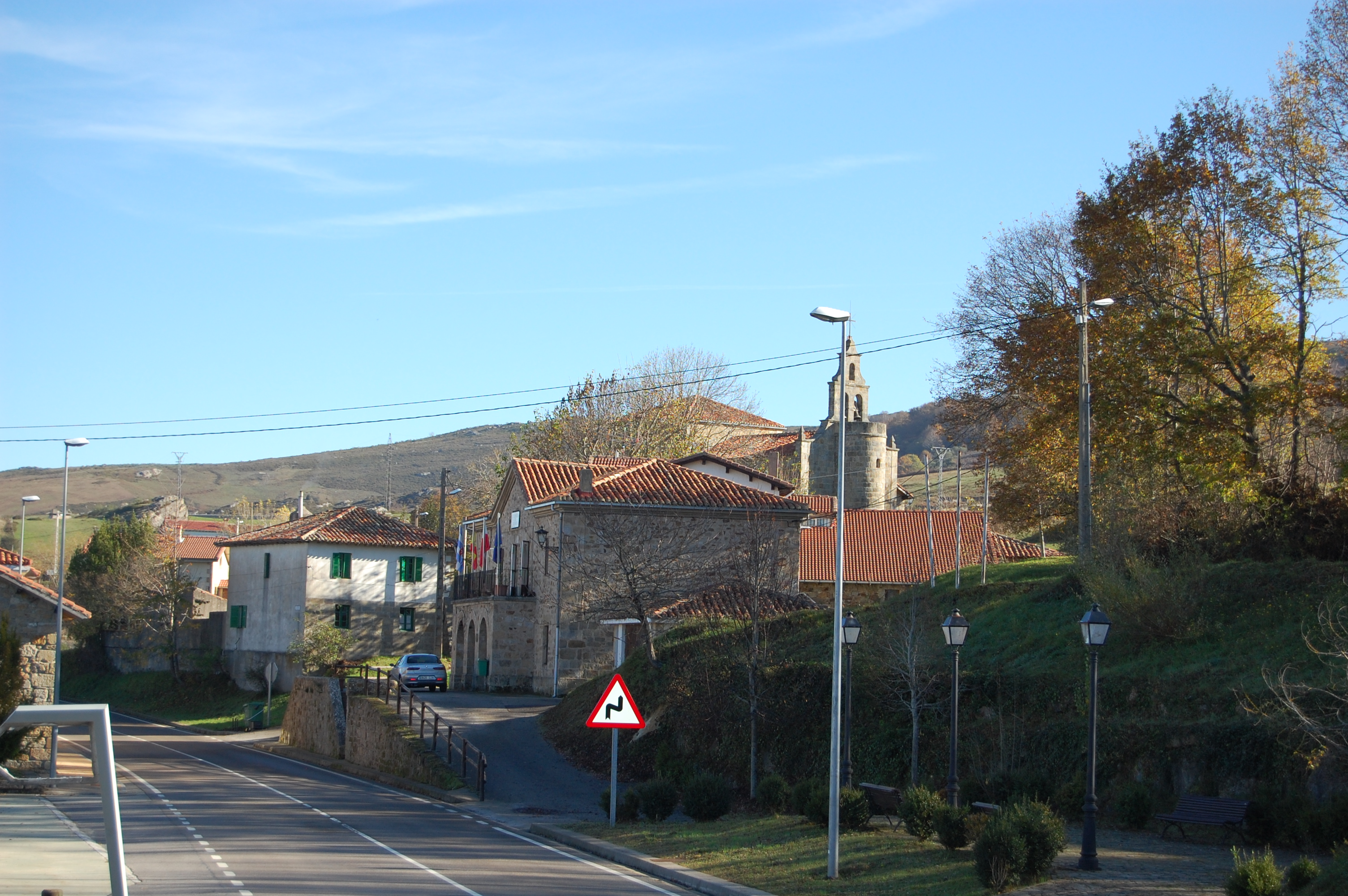
Núcleo urbano de Las Rozas.

La localidad de las Rozas, al igual que todo su municipio, se encuentra a orillas del embalse del Ebro. La construcción del mismo anegó parte del pueblo que tuvo que ser posteriormente reconstruido.

## Historia
Hacia mediados del siglo XIX, el lugar era referido como perteneciente al concejo de Valdearroyo. Aparece descrito en el primer volumen del Diccionario geográfico-estadístico-histórico de España y sus posesiones de Ultramar de Pascual Madoz con las siguientes palabras:

ROZAS (las): barrio en la prov. de Santander, part. jud. de Reinosa; es uno de los que forman el concejo de Valdearroyo (V.).
(Madoz, 1849, p. 581)

En la actualidad, pertenece al municipio de Las Rozas de Valdearroyo. En 2024, la entidad singular de población de Las Rozas tenía empadronados 15 habitantes, todos ellos en el núcleo de población de ese nombre.